# Rákos Loránt
Rákos Loránt (Rimaszombat, 1983. augusztus 30.) református lelkész, teológus, jogász, költő, festő és plasztikus, 2021-től a Szlovákiai Református Keresztyén Egyház püspökhelyettese, a komáromi Selye János Egyetem Református Teológiai Karának oktatója.

## Élete
A gömöri Jénében (szlovákul Janice) nevelkedett, majd 1994-ben Méhibe (szlovákul Včelince) költözött. Szülei Rákos született Martinovics Éva és Rákos József. Édesapját – súlyos betegség okán – korán, 1990-ben elveszítette. Onnantól kezdve édesanyja nevelte nővérével, Rákos Ildikóval. Általános iskolai tanulmányait Rimaszécsen (szlovákul Rimavská Seč) és Tornalján (szlovákul Tornaľa) végezte. 1997-től a miskolci Lévay József Református Gimnázium és Diákotthon diákja, ahol 2001-ben érettségizett. Még ugyanebben az évben felvételt nyert az Eötvös Loránd Tudományegyetem Természettudományi Karának nukleár-fizikus szakára, ezzel párhuzamosan a komáromi Calvin János Teológiai Akadémiára is.
Saját bevallása szerint a hitbeli elkötelezettsége erősebb volt benne a természettudományok iránti rajongásánál, így a lelkészi hivatás felé húzódott inkább. A teológiai tanulmányait 2006-ban fejezte be az időközben (2004-ben) megalakult Selye János Egyetem részévé vált – a Calvin János Teológiai Akadémia jogutódjaként működő – Református Teológiai Karon. Egyetemi tanulmányai alatt egy évet Svájcban tanult a Berni Egyetem Teológiai Fakultásán (Universität Bern – Theologische Fakultät).
A diploma megszerzése és az I. lelkészképesítő vizsga sikeres letétele után segédlelkészként Hanvára helyezték, ahonnan háromnegyedévnyi szolgálat után a Szlovákiai Református Keresztyén Egyház rimaszombati székhelyű Zsinati Irodájához került intézeti lelkészként, ahol az egyház külügyi kapcsolataiért volt felelős.
2006-tól a Miskolci Egyetem Állam- és Jogtudományi Karának hallgatója, amely tanulmányok eredményeként 2011-ben a jog- és államtudományok doktorává avatták. 2008-ban sikeresen letette a II. lelkészképesítő vizsgát, majd a Zsinati Tanács egy ideig missziói tanácsossá, aztán az egyház jogügyeiért felelős zsinati tanácsossá nevezte ki. Az egyházban zsinati tanácsosként leginkább a törvényelőkészítés, a jogalkalmazói koordinálás és az egyházigazgatás asszisztenciája tartozik a feladatai közé.
2009-ben a Naprágyi Református Egyházközség akkor megüresedett lelkészi állásának betöltésével bízták meg helyettes lelkészként; majd 2011-től a Kövecsesi Református Egyházközségnek és a hozzá tartozó Sajórecskei és Sajószentkirályi Református Egyházközségeknek is a helyettes lelkésze. 2014-ben – ugyanezen egyházközségek meghívására – önálló lelkészként iktatták be a Kövecses-Naprágyi Református Társult Anyaegyházközség lelkészi állásába, ahol jelenleg is szolgál lelkészként és kántorként. 2015-től a Gömöri Református Egyházmegye ügyésze, ugyanezen évtől egészen 2018-ig Méhi Község Önkormányzatának képviselője.
Nős, felesége dr. Szolnoki Eszter jogász.

## Tudományos tevékenysége
Tudományos tevékenységében a református egyházjog szakterületén kutat, azon belül is a jogteológia kérdéskörével foglalkozik. Ennek folyományaképpen 2010-ben a Selye János Egyetem Református Teológiai Karán megszerezte a "teológia doktora" egyetemi doktori címet. 2014-ben ugyanitt – a doktori iskola abszolválása után – megkapta a filozófia doktora (PhD.) titulust. Disszertációjának címe: A református jogteológia különös részének következtetés-rendszere. 2012-ben rendes tagjává választotta a Magyarországi Református Egyház Doktorok Kollégiuma az egyházjogi szekcióban.
A Selye János Egyetem Református Teológiai Kara által szervezett konferenciák rendszeres előadója, ezáltal is támogatva a felvidéki magyar felsőoktatás, értelmiség-képzés tudományos minőségének a bázisát, amiért 2024-ben az egyetem rektora rektori díjban is részesítette.
A 2009-ben újra alakult Magyar Református Egyház két testületének is – az Operatív Testületnek és az Egyházalkotmányi Bizottságnak – a tagja. Etikát és dogmatikát oktatott a rimaszombati Tompa Mihály Református Gimnáziumban (ma már Református Oktatási Központ – Rimaszombat) és az intézmény iskolatanácsának korábban elnöke is volt, jelenleg pedig alkotó tagja.
Ötletgazdája volt azon történelmi lépésnek, hogy a magyar és szlovák egyháztagokkal rendelkező Szlovákiai Református Keresztyén Egyháznak a Magyar Református Egyházhoz való 2011. évi csatlakozása – egy egyedi jogtudományi megoldásra alapozott okirat szerint – megvalósulhasson, aminek következtében a Szlovákiai Református Keresztyén Egyház egységesen, mégis a két szlovák egyházmegyéje számára a csatlakozásban semlegességet biztosítva, tudott a Magyar Református Egyház teljes jogú tagjává válni. 
Lelkes támogatója a magyar protestáns egyháztörténelem hitvalló korszakaként számon tartott „gyászévtizedben” hitükért gályarabságra ítélt protestáns prédikátorok és tanítók emlékezetápolásának. Ennek érdekében fontos szerepet játszott a gályarab-emlékútvonal Kárpát-medencei szintű létrehozásában. Részt vett a rimaszombati, Gáspár Péter szobrászművész által megalkotott gályarab-emlékmű megtervezésében is. 

## Irodalmi és művészeti munkássága

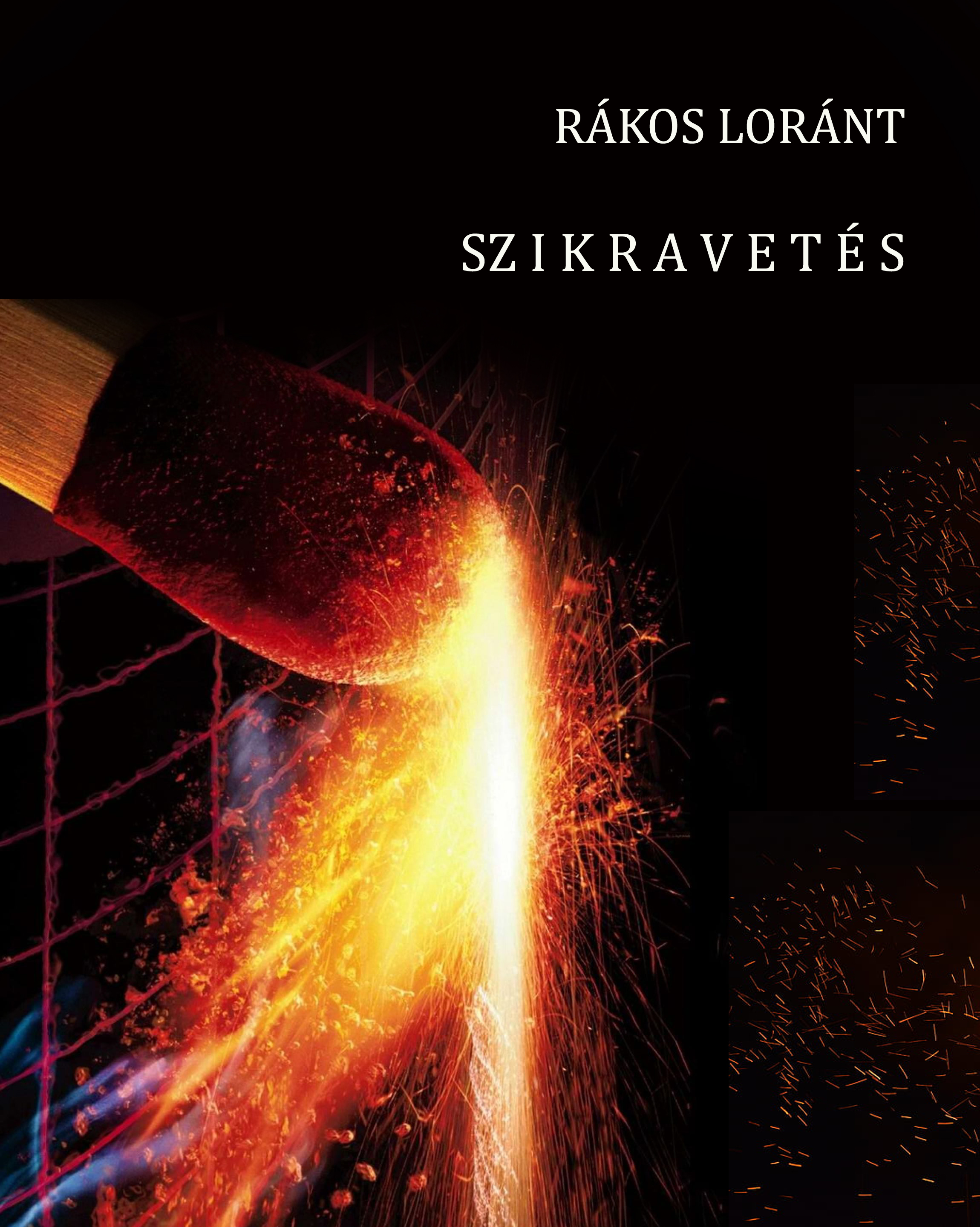
Rákos Loránt Szikravetés című verseskötetének a borítója

A költészet terén, idáig négy kötete jelent meg: Búslatok (2013, verseskötet) és Hét nap élet (2013, lírai dráma), Szikravetés (2023, 2024, verseskötet) és Zsolmányok (2023, biblikaköltészeti mű) címmel. Életbölcseletének összefoglalását a 2022-ben megjelent Földig érő égfoszlányok című füveskönyve (2022, 2025) tartalmazza. Költészetére jellemző a klasszikus magyar irodalmi folytonosság mentén érezhető, valóság fölötti melankólia, ugyanakkor - a mindezt semlegesítő - hitbe mélyült, bibliai reménység kikerekítése. Lírai alkotómunkásságát leginkább a bibliaköltészet jellemzi. 
Tudjátok meg, én nem leszek távol…
szívemben lesznek a völgyek, hegyek,
el nem felejtem, honnan származok,
de most mennem kell, mert hazamegyek…
A festészet terén említésre méltó alkotásának tekinthető Füleki István naprágyi gályarab-prédikátor portréja, A magyar igék vándorútja (Szenczi Molnár Albert alakjával) című festménye, illetve a Remény hajnala című falfestménye (Bernben), Pálóczi Czinke István püspök portréja. A szobrászat terén néhány plasztikája és domborműve lelhető fel: Krisztus-monogram reprodukciója, Trianon-emlékjel, A gályarabság titulusa.
Szabadidejében pálinkakészítéssel is foglalkozik, az általa készített háztáji gyümölcspálinkákat „Gömör lángja” címke-név alatt a hungarikum értéktár „tájegységi értékként” tartja számon.

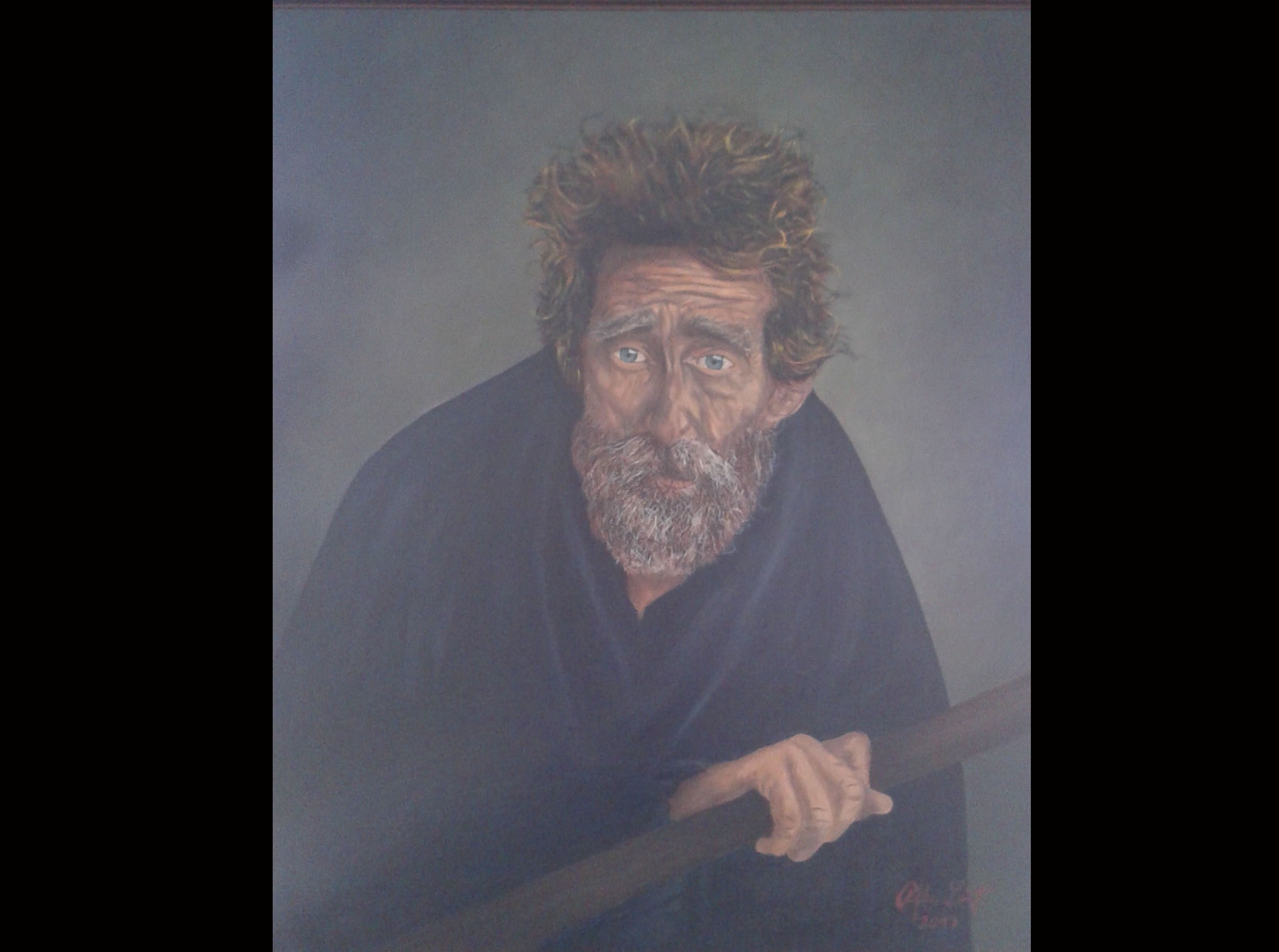
Rákos Loránt: Füleki István, naprágyi gályarab-prédikátor (portré, tempera, 90x80 cm, vászon)

Az egész életét átfogó szolgálatának hitvallásaként azt tartja, hogy "semmilyen tudás, semmilyen rend és semmilyen alkotás nem bír kibontakozott haszonnal, ha végső soron az Isten saját képmására teremtett teremtményeit nem tudja megihletni az örökkévalóságba beléptető megváltás megismerésére. Csak ha senki és semmi nem tudja tekintetünket elfordítani az örökélő Istenről, akkor maradhatunk meg a legmagasabb fokon is a legalázatosabb és leghitelesebb szolgának, kit az Úr egyedül csak szorgos hűségéért fog kedvesnek találni".